# Pseudopaludicola llanera
Pseudopaludicola llanera (tên tiếng Anh: Ranita Enana Llanera) là một loài ếch thuộc họ Leptodactylidae.
Loài này có ở Colombia và Venezuela.
Môi trường sống tự nhiên của chúng là rừng khô nhiệt đới hoặc cận nhiệt đới, xavan khô, xavan ẩm, đồng cỏ khô nhiệt đới hoặc cận nhiệt đới vùng đất thấp, đồng cỏ nhiệt đới hoặc cận nhiệt đới vùng ngập nước hoặc lụt theo mùa, sông có nước theo mùa, đầm nước ngọt, đầm nước ngọt có nước theo mùa, và vùng đồng cỏ.
Chúng hiện đang bị đe dọa vì mất môi trường sống.